# Jacques Mercier
Jacques Mercier (Moeskroen, 17 oktober 1943) is een Belgische schrijver en voormalig televisiepresentator van de RTBF, de Belgische Franstalige openbare omroep.

## Televisie
Op de Franstalige omroep van België presenteerde hij Le Jeu des dictionnaires, L'Empire des médias, Forts en tête en La Télé infernale. Daarnaast was hij jarenlang commentator op het Eurovisiesongfestival.

## Onderscheidingen
- 2005: Officier in de Leopoldsorde
- 2010: Picard de la Culture
- 2013: Ridder in de Mérite wallon